# 1. HKL 1992
Die 1. HKL-Saison 1992 (offiziell: Prva Hrvatska Košarkaška Liga) war die 1. Spielzeit der höchsten kroatischen Spielklasse im Basketball der Männer. Nach dem Zerfall von Jugoslawien und dem andauernden Bürgerkrieg war es schwierig eine Liga zu bilden. Daten sind hier auch schwer zu finden. Es wurde eine Art Blitzturnier gespielt und der Erste Meister hieß KK Cibona aus Zagreb.

## Teilnehmende Mannschaften

### Liga A-1
Die folgende Tabelle listet die Mannschaften der Saison 1991/92 und ihre dazugehörigen Basketballhallen auf.

Daneben werden die Austragungsorte in der Positionskarte aufgezeigt.
| Team                  | Stadt   | Halle                | Plätze |
| --------------------- | ------- | -------------------- | ------ |
| KK Cibona             | Zagreb  | KC "Dražen Petrović" | 5.400  |
| KK Osijek             | Osijek  | SD "Gradski vrt"     | 3.538  |
| KK Slobodna Dalmacija | Split   | SC "Gripe"           | 3.500  |
| KK Šibenk-ZG Montaza  | Šibenik | SD "Baldekin"        | 900    |
| KK Zadar              | Zadar   | Dvorana Jazine       | 3.000  |
| KK Zagreb             | Zagreb  | ŠD Trnsko            | 2.500  |

### Liga A-2 Staffel A
| Team      | Stadt     | Halle                          | Plätze |
| --------- | --------- | ------------------------------ | ------ |
| KK Alkar  | Sinj      | GSD "Ivica Glavan-Ićo"         | 600    |
| KK Jug    | Dubrovnik | SD Gospino polje               |        |
| KK Omis   | Omis      |                                |        |
| KK Dalvin | Split     | Dvorana Dražanac Gripe         | 3.500  |
| KK Solin  | Solin     | Gradska Sportska Dvorana Solin |        |

### Liga A-2 Staffel B
| Team            | Stadt    | Halle            | Plätze |
| --------------- | -------- | ---------------- | ------ |
| KK Zeljeznicar  | Karlovac | GD Karlovac      |        |
| KK Gradine Pula | Pula     | GD Pula          |        |
| KK Brajda       | Rijeka   |                  |        |
| KK Kvarner      | Rijeka   | Dvorana Mladosti | 3.960  |
| KK Tuskanac     | Zagreb   |                  |        |

### Liga A-2 Staffel C
| Team               | Stadt          | Halle                            | Plätze |
| ------------------ | -------------- | -------------------------------- | ------ |
| KK Cakovec         | Čakovec        |                                  |        |
| KK Oriolik Jasinje | Slavonski Brod | Športska dvorana Vijuš           | 2.200  |
| KK Dubrava         | Zagreb         | KC "Dražen Petrović"             | 5.400  |
| KK Industromontaza | Zagreb         | Športska dvorana "Kutija šibica" | 1.500  |
| KK Maksimir        | Zagreb         |                                  |        |

## Hauptrunde
In der Hauptrunde wurden zwei Ligen gespielt, hierbei galt die A-1 Liga als die höchste Klasse. In der A-2 Liga gab es drei Staffeln (A,B,C) mit jeweils 5 Mannschaften.
Die vier Bestplatzierten Teams aus der A-1 Liga waren direkt für das Viertelfinale qualifiziert.
Der 5. und 6. Platz musste sich eine Runde vorher mit den jeweils besten 2 Teams aus Liga A-2 messen.
Die Paarungen wurden ausgelost.

### Abschlusstabelle Liga A-1
| Pl | Team                  | Sp | S | N  | %  | GB | Heim | Auswärts |
| -- | --------------------- | -- | - | -- | -- | -- | ---- | -------- |
| 1  | KK Cibona             | 10 | 7 | 3  | 70 | 0  | 5:0  | 2:3      |
| 2  | KK Zadar              | 10 | 7 | 3  | 70 | 0  | 5:0  | 2:3      |
| 3  | KK Slobodna Dalmacija | 10 | 6 | 4  | 60 | 0  | 4:1  | 2:3      |
| 4  | KK Zagreb             | 10 | 5 | 5  | 50 | 0  | 3:2  | 2:3      |
| 5  | KK Šibenk-ZG Montaza  | 10 | 4 | 6  | 40 | 0  | 3:2  | 1:4      |
| 6  | KK Osijek             | 10 | 0 | 10 | 0  | 0  | 0:5  | 0:5      |

### Abschlusstabelle Liga A-2 Staffel A
| Pl | Team      | Sp | S | N | %    | GB | Heim | Auswärts |
| -- | --------- | -- | - | - | ---- | -- | ---- | -------- |
| 1  | KK Dalvin | 8  | 8 | 0 | 100  | 0  | 4:0  | 4:0      |
| 2  | KK Omis   | 8  | 4 | 4 | 50   | 0  | 3:1  | 1:3      |
| 3  | KK Solin  | 8  | 3 | 5 | 37,5 | 0  | 3:1  | 0:4      |
| 4  | KK Jug    | 8  | 3 | 5 | 37,5 | 0  | 3:1  | 0:4      |
| 5  | KK Alkar  | 8  | 2 | 6 | 25   | 0  | 2:2  | 0:4      |

### Abschlusstabelle Liga A-2 Staffel B
| Pl | Team           | Sp | S | N | %    | GB | Heim | Auswärts |
| -- | -------------- | -- | - | - | ---- | -- | ---- | -------- |
| 1  | KK Kvarner     | 8  | 7 | 1 | 87,5 | 0  | 4:0  | 3:1      |
| 2  | KK Gradine     | 8  | 6 | 2 | 75   | 0  | 4:0  | 2:2      |
| 3  | KK Tuskanac    | 8  | 5 | 3 | 62,5 | 0  | 3:1  | 2:2      |
| 4  | KK Brajda      | 8  | 2 | 6 | 25   | 0  | 2:2  | 0:4      |
| 5  | KK Zeljeznicar | 8  | 0 | 8 | 0    | 0  | 0:4  | 0:4      |

### Abschlusstabelle Liga A-2 Staffel C
| Pl | Team               | Sp | S | N | %    | GB | Heim | Auswärts |
| -- | ------------------ | -- | - | - | ---- | -- | ---- | -------- |
| 1  | KK Industromontaza | 8  | 8 | 0 | 100  | 0  | 4:0  | 4:0      |
| 2  | KK Dubrava         | 8  | 4 | 4 | 50   | 0  | 3:1  | 1:3      |
| 3  | KK Maksimir        | 8  | 4 | 4 | 50   | 0  | 3:1  | 1:3      |
| 4  | KK Oriolik Jasinje | 8  | 3 | 5 | 37,5 | 0  | 2:2  | 1:3      |
| 5  | KK Cakovec         | 8  | 1 | 7 | 12,5 | 0  | 1:3  | 0:4      |

## Play-offs
|  | Runde 1 | Runde 1              | Runde 1 |   |                       | Viertelfinale | Viertelfinale        | Viertelfinale      |   |                       | Halbfinale | Halbfinale | Halbfinale |  |  | Finale | Finale | Finale |
|  |         |                      |         |   |                       |               |                      |                    |   |                       |            |            |            |  |  |        |        |        |
|  |         |                      |         |   |                       | 1             | KK Šibenk-ZG Montaza | 0                  |   |                       |            |            |            |  |  |        |        |        |
|  | A2-C2   | KK Dubrava           | 0       |   |                       | 1             | KK Šibenk-ZG Montaza | 0                  |   |                       |            |            |            |  |  |        |        |        |
|  | A2-C2   | KK Dubrava           | 0       | 4 | KK Zagreb             | 2             |                      |                    |   |                       |            |            |            |  |  |        |        |        |
|  | A1-5    | KK Šibenk-ZG Montaza | 2       | 4 | KK Zagreb             | 2             |                      |                    | 1 | KK Zagreb             | 1          |            |            |  |  |        |        |        |
|  | A1-5    | KK Šibenk-ZG Montaza | 2       |   |                       |               |                      |                    | 1 | KK Zagreb             | 1          |            |            |  |  |        |        |        |
|  |         |                      |         |   | 4                     | KK Cibona     | 2                    |                    |   |                       |            |            |            |  |  |        |        |        |
|  |         |                      |         | 2 | 4                     | KK Cibona     | 2                    | KK Gradine         | 0 |                       |            |            |            |  |  |        |        |        |
|  | A2-B2   | KK Gradine           | 2       | 2 |                       |               |                      | KK Gradine         | 0 |                       |            |            |            |  |  |        |        |        |
|  | A2-B2   | KK Gradine           | 2       | 3 | KK Slobodna Dalmacija | 2             |                      |                    |   |                       |            |            |            |  |  |        |        |        |
|  | A1-6    | KK Osijek            | 1       | 3 | KK Slobodna Dalmacija | 2             |                      |                    | 1 | KK Cibona             | 3          |            |            |  |  |        |        |        |
|  | A1-6    | KK Osijek            | 1       |   |                       |               |                      |                    | 1 | KK Cibona             | 3          |            |            |  |  |        |        |        |
|  |         |                      |         |   | 3                     | KK Zadar      | 2                    |                    |   |                       |            |            |            |  |  |        |        |        |
|  |         |                      |         | 1 | 3                     | KK Zadar      | 2                    | KK Dalvin          | 0 |                       |            |            |            |  |  |        |        |        |
|  | A2-A2   | KK Omis              | 1       | 1 |                       |               |                      | KK Dalvin          | 0 |                       |            |            |            |  |  |        |        |        |
|  | A2-A2   | KK Omis              | 1       | 4 | Zadar                 | 2             |                      |                    |   |                       |            |            |            |  |  |        |        |        |
|  | A2-A1   | KK Dalvin            | 1       | 4 | Zadar                 | 2             |                      |                    | 2 | KK Slobodna Dalmacija | 1          |            |            |  |  |        |        |        |
|  | A2-A1   | KK Dalvin            | 1       |   |                       |               |                      |                    | 2 | KK Slobodna Dalmacija | 1          |            |            |  |  |        |        |        |
|  |         |                      |         |   | 3                     | KK Zadar      | 2                    |                    |   |                       |            |            |            |  |  |        |        |        |
|  |         |                      |         | 2 | 3                     | KK Zadar      | 2                    | KK Industromontaza | 0 |                       |            |            |            |  |  |        |        |        |
|  | A2-B1   | KK Kvarner           | 0       | 2 |                       |               |                      | KK Industromontaza | 0 |                       |            |            |            |  |  |        |        |        |
|  | A2-B1   | KK Kvarner           | 0       | 3 | KK Cibona             | 2             |                      |                    |   |                       |            |            |            |  |  |        |        |        |
|  | A2-C1   | KK Industromontaza   | 2       | 3 | KK Cibona             | 2             |                      |                    |   |                       |            |            |            |  |  |        |        |        |
|  | A2-C1   | KK Industromontaza   | 2       |   |                       |               |                      |                    |   |                       |            |            |            |  |  |        |        |        |

### Achtelfinale
|            | Gesamt |                      | 1. Spiel | 2. Spiel | 3. Spiel |
| ---------- | ------ | -------------------- | -------- | -------- | -------- |
| KK Dubrava | 0:2    | KK Šibenk-ZG Montaza | 81 : 89  | 86 : 114 | –        |
| KK Gradine | 2:1    | KK Osijek            | 86 : 84  | 74 : 74  | –        |
| KK Omis    | 1:1    | KK Dalvin            | 74 : 88  | 109 : 99 | –        |
| KK Kvarner | 0:2    | KK Industromontaza   | 83 : 98  | 82 : 85  | –        |

### Viertelfinale
|                      | Gesamt |                       | 1. Spiel | 2. Spiel | 3. Spiel |
| -------------------- | ------ | --------------------- | -------- | -------- | -------- |
| KK Šibenk-ZG Montaza | 0:2    | KK Zagreb             | 95 : 110 | 85 : 114 | –        |
| KK Gradine           | 0:2    | KK Slobodna Dalmacija | 81 : 99  | 86 : 87  | –        |
| KK Dalvin            | 0:2    | KK Zadar              | 56 : 101 | 79 : 121 | –        |
| KK Industromontaza   | 0:2    | KK Cibona             | 77 : 94  | 76 : 105 | –        |

### Halbfinale
|                       | Gesamt |           | 1. Spiel | 2. Spiel | 3. Spiel |
| --------------------- | ------ | --------- | -------- | -------- | -------- |
| KK Zagreb             | 1:2    | KK Cibona | 94 : 93  | 84 : 90  | 77 : 92  |
| KK Slobodna Dalmacija | 1:2    | KK Zadar  | 102 : 98 | 75 : 101 | 74 : 81  |

### Spiel Platz 5–8
|                    | Gesamt |                      | 1. Spiel | 2. Spiel | 3. Spiel |
| ------------------ | ------ | -------------------- | -------- | -------- | -------- |
| KK Industromontaza | 0:2    | KK Šibenk-ZG Montaza | 91 : 100 | 98 : 107 | –        |
| KK Gradine         | 2:0    | KK Dalvin            | 95 : 78  | 91 : 88  | –        |

### Spiel Platz 5
|            | Gesamt |                      | 1. Spiel | 2. Spiel   | 3. Spiel |
| ---------- | ------ | -------------------- | -------- | ---------- | -------- |
| KK Gradine | 0:2    | KK Šibenk-ZG Montaza | 67 : 90  | 0 : 2 n.A. | –        |

### Spiel Platz 3
|           | Gesamt |                       | 1. Spiel | 2. Spiel | 3. Spiel |
| --------- | ------ | --------------------- | -------- | -------- | -------- |
| KK Zagreb | 0:2    | KK Slobodna Dalmacija | 83 : 107 | 73 : 83  | –        |

### Finale
|           | Gesamt |          | 1. Spiel  | 2. Spiel | 3. Spiel |
| --------- | ------ | -------- | --------- | -------- | -------- |
| KK Cibona | 2:1    | KK Zadar | 118 : 105 | 84 : 85  | 87 : 80  |